# Рунный
Рунный — посёлок в Орловском районе Ростовской области.
Входит в состав Волочаевского сельского поселения.

## География
В поселке имеются две улицы — Ковыльная и Южная.

## Население
| 2010 |
| ---- |
| 137  |